# محمود بوهدمة
محمود الحسين بوهدمة (1896 في أجدابيا - 3 أبريل 1993 في البيضاء) مجاهد وسياسي ليبي.

## المعارك التي خاضها ضد إيطاليا
في سنة 1912 قدم إلى إجدابيا الضابط بالجيش العثماني ( نجيب الحوراني ) من أصول سورية لغرض تجنيد أبناء برقة البيضاء للجهاد ضد الإيطاليين و حل ضيفا على الحسين بوهدمة والد السيد محمود و طلب منه أن يرافقه محمود لغرض الانضمام لقوات المجاهدين و الجيش العثماني لصد الغزو الإيطالي و بالفعل انتقل محمود مع ( نجيب الحوراني ) إلى منطقة ( الفكعات ) بمدينة بنغازي تحديدا منطقة ( نقطة نجيب ) نسبة إلى هذا الضابط و شارك محمود رفقة أبناء بنغازي في التصدي للإيطاليين لتكون هذه أولى مراحل الجهاد لدى السيد محمود بوهدمة
2- في سنة 1914 التحق محمود بقوات المجاهد صفي الدين بن محمد الشريف بن محمد بن علي السنوسي حيث أصبح من أقرب معاونيه و شارك معه في معركة القرضابية 1915 ثم معركة البريقة ومعركة بير بلال ( الكراهب ) ومعركة حيشان اجبيل ومعركة الزويتينة.

### حكومة إجدابيا
أثناء تأسيس حكومة إجدابيا تم تعيين السيد محمود بوهدمة عميدا لبلدية إجدابيا ثم مديرا للأمن العام بها، في سنة 1927 حكمت عليه السلطات العسكرية الإيطالية في ليبيا بالإعدام مما اضطره لمغادرة ليبيا نحو مصر وذلك سنة 1928.

## مشاركته في العمل السياسي قبل استقلال ليبيا
1. شارك في تأسيس الجمعية الوطنية في 9 أغسطس 1940
2. سنة 1943 ترأس جمعية عمر المختار في مدينة إجدابيا
3. بداية 1950 عين قاضيا مدنيا بمحكمة بنغازي
4. في يونيو 1950 انتخب عضو لمجلس نواب برقة
5. في 1950 اختاره الأمير إدريس السنوسي كأحد ممثلي برقة في لجنة ال21
6. في 26 أكتوبر1950 اختير عضوا في اللجنة الوطنية التأسيسية أو ما يعرف بـ ( لجنة الستين )

## المناصب التي تولاها بعد استقلال ليبيا
1. عُيّن عُضْواً في المجلس التشريعي لولاية برقة 1953 و انتخب لرئاسته و ظل بالمنصب حتى 1956
2. عُيّن رئيسا لمجلس الشيوخ الليبي بموجب قرار ملكي صدر بتاريخ ( 25 مارس 1956 و استمر في منصبه حتى 15 أكتوبر 1961 )
3. عُيّن أحد نائبي الملك بتاريخ 3 أغسطس 1956 و ذلك أثناء فترة غياب الملك و كان النائب الآخر هو عبد المجيد كعبار
4. عُيّن في أكتوبر 1961 والي لـ ولاية برقة و ظل بمنصبه حتى تقاعده سنة 1963 حين صدر مرسوم بإلغاء النظام الفيدرالي سنة 1963
5. عُيّن في سنة 1968 بموجب مرسوم ملكي في منصب عضوا بمجلس الشيوخ حتى ليلة انقلاب 1969

## الأوسمة
1. الوشاح الأكبر مع الرصيعة من نيشان الاستقلال بتاريخ 25 مارس 1960
2. قلادة وسام السيد محمد بن علي السنوسي سنة 1963
3. ميدالية التحرير
4. وسام الجهاد

## وفاته
كان محمود مقيما في شارع أدريان بلت بمدينة بنغازي حتى سنة 1968 حين عين عضوا بمجلس الشيوخ حيث انتقل للعيش في حي شارع بن عاشور بمدينة طرابلس ورجع إلى مدينة بنغازي سنة 1978 حيث استأجر بيتا من خليل البناني في شارع الغزال في حي البركة بنغازي و بعد وفاة زوجته سنة 1988 انتقل للعيش مع ابنته الوحيدة و زوجها اللذين يقيمان في مدينة البيضاء و في يوم 3 أبريل 1993 توفي السيد محمود و دفن بمدينة البيضاء.